# Gewog di Rangthangling
Il gewog di Rangthangling è uno dei dodici raggruppamenti di villaggi del distretto di Tsirang, nella regione Centrale, in Bhutan.